# Michael Copon
Michael Sowell Copon (født 13. november 1982) er en amerikansk skuespiller, model og sanger. Han er mest kendt for sin rolle som Felix Taggaro i tv-serien One Tree Hill, og som Lucas Kendall i Power Rangers: Time Force.